# Microrregión de Cruzeiro do Sul
La Microrregión de Cruzeiro do Sul es una de las microrregiones del estado brasilero del Acre, perteneciente a la mesorregión Valle del Juruá. Su población actual es de 123.163 habitantes, y es formada por 5 municipios.

## Municipios
- Cruzeiro do Sul
- Mâncio Lima
- Marechal Thaumaturgo
- Porto Walter
- Rodrigues Alves